# Auguste Herbin
Auguste Herbin, född 29 april 1882 i Quiévy, Frankrike, död 31 januari 1960 i Paris, fransk målare, som blev ledande inom det abstrakta måleriet i Frankrike.

## Biografi
Herbin slog sig ned i Paris 1901 och påverkades där av kubismen innan han övergick till ett abstrakt måleri.  Han fick ett betydande inflytande på den nonfigurativa konsten, bl. a. genom den av honom 1931 grundade sammanslutningen Abstraction-Création, som han ledde tillsammans med Georges Vantongerloo.
Från 1917 arbetade han i en helt abstrakt stil, som skulle bli hans kännemärke: kombination av cirklar, trianglar, rektanglar m. m.
Herbin uppfann ett "bildalfabet" som fick ligga till grund för hans skapelser, till exempel Komposition på ordet "ros" (1947), och med vilket han försåg former och färger med en verbal symbolik. Han förklarade sitt alfabet och sina färgtoner, delvis härstammande från Goethes färglära, i L'art non-figuratif, non-objectif (1949).